# Tripodegelenk

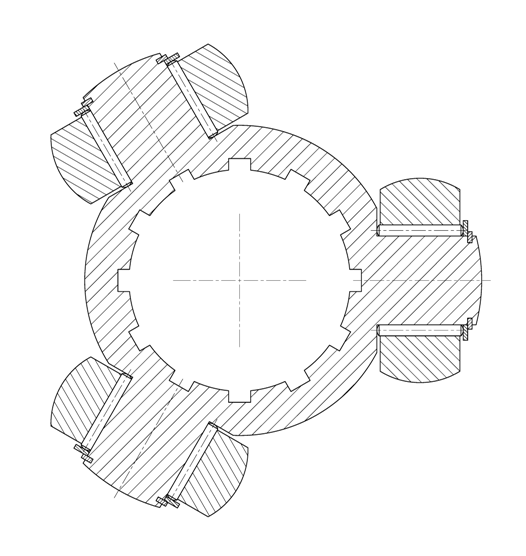
Schnittdarstellung eines inneren Gelenkteils

Ein Tripodegelenk, auch Tripoidgelenk genannt, ist eine Bauform des Gleichlaufgelenks, es besteht aus einem inneren und einem äußeren Teil. Das Tripodegelenk gehört zur Gruppe der Podegelenke. Der äußere Teil hat die Form eines Hohlzylinders mit drei Aussparungen. Die drei Rollen des inneren Gelenkteils sind flexibel in den Aussparungen des äußeren Teils gelagert. Das Gelenk wird von einer Achsmanschette gegen Schmutz geschützt und gegen den Verlust der Fettfüllung.
Das Tripodegelenk wird im Automobil u. a. bei der Kraftübertragung zwischen Achsgetriebe und Antriebswelle verwendet. Es konkurriert mit anderen Gleichlaufgelenk-Typen, wobei das Tripodegelenk Vorteile durch besonders niedrige Reibungswerte bietet und daher die Übertragung von  Schall (NVH) vom Rad über das Getriebe zur Karosserie geringer ist als bei anderen Gelenktypen.

## Geschichte
Mitte des 19. Jahrhunderts tauchte das Bipodegelenk auf, welches 1921 von John B. Flick zu einem Gelenk mit Rollern (statt ursprünglich Gleitsteinen) verfeinert wurde. Dann wurde 1913 erstmals ein Quattropodegelenk vorgestellt. Nachdem 1935 eine erste Form des Tripodegelenks erfunden wurde, wurden homokinetische Tripodegelenke nach Michel Orain 1958 erstmals eingesetzt, allerdings nur um die Beugung zu realisieren. Ein Tripodegelenk, welches zusätzlich eine axiale Verschiebung erlaubte, folgte 1970.